# Fissarcturus emarginatus
Fissarcturus emarginatus är en kräftdjursart som beskrevs av Brandt 1990. Fissarcturus emarginatus ingår i släktet Fissarcturus och familjen Antarcturidae. Inga underarter finns listade i Catalogue of Life.